# 국립 분라쿠 극장

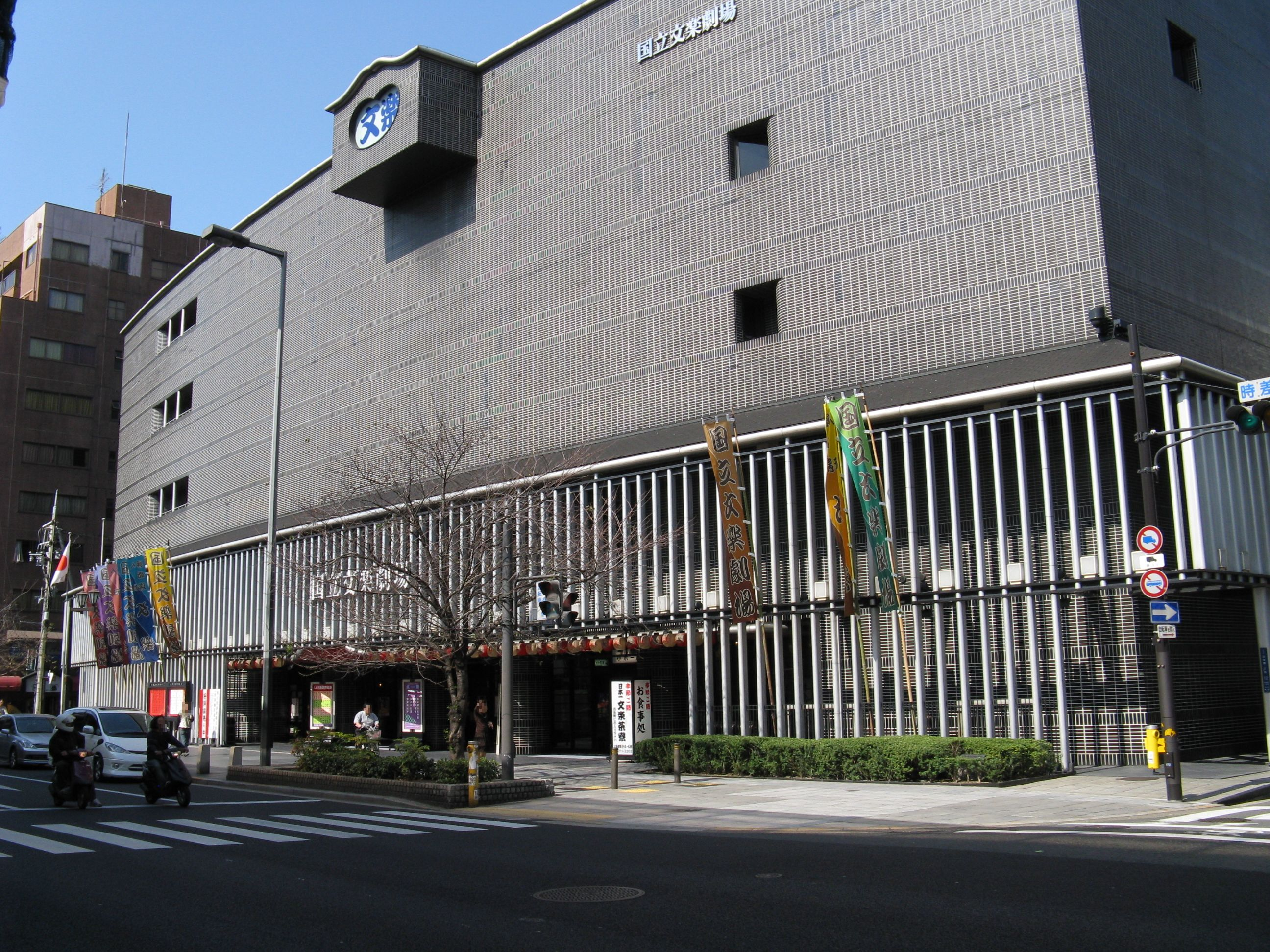
국립 분라쿠 극장

국립 분라쿠 극장(일본어: 国立文楽劇場 고쿠리쓰분라쿠게키죠[*])은 오사카부 오사카시 주오구에 위치한 분라쿠 극장이다.